# Sterphus jamaicensis
Sterphus jamaicensis är en tvåvingeart som först beskrevs av Gmelin 1790.  Sterphus jamaicensis ingår i släktet Sterphus och familjen blomflugor. Inga underarter finns listade i Catalogue of Life.